# Aysha tapejara
Aysha tapejara är en spindelart som beskrevs av Antonio D. Brescovit 1992. Aysha tapejara ingår i släktet Aysha och familjen spökspindlar. Inga underarter finns listade.